# Aleksandr Pankow
Aleksandr Siergiejewicz Pankow, ros. Александр Сергеевич Панков (ur. 17 listopada 1991 w Ufie) – rosyjski hokeista.

## Kariera
- Saławat Jułajew Ufa 2 (2007-2009)
- Tołpar Ufa (2009-2012)
- Saławat Jułajew Ufa (2010-2015)
  -  Toros Nieftiekamsk (2011-2012)
- Awtomobilist Jekaterynburg (2015-2016)
- Ak Bars Kazań (2016)
- Traktor Czelabińsk (2016)
- Witiaź Podolsk (2016-2018)
- Łada Togliatti (2018)
- Toros Nieftiekamsk (2018-2019)
- Saryarka Karaganda (2019)
- HK Tambow (2019-2020)
- Kryżani Wowky Kijów (2020-2021)
- HK Ałmaty (2021)
- HK Aktobe (2021-2022)
- Sokił Kijów (2022-)

Wychowanek Saławata Jułajew Ufa. Od grudnia 2011 tymczasowo występował w Torosie Nieftiekamsk. W maju 2014 przedłużył kontrakt z klubem o dwa lata. Od maja 2015 zawodnik Awtomobilista Jekaterynburg. Od maja 2016 zawodnik Ak Barsu Kazań. Od września 2016 zawodnik Traktora Czelabińsk. W grudniu 2016 przekazany do Ak Barsu Kazań, skąd został oddany do Witiazia Czechow. Od września do końca października 2018 był zawodnikiem Łady Togliatti. W listopadzie 2018 przeszedł do Torosu Nieftiekamsk. We wrześniu 2019 został zawodnikiem Saryarki Karaganda. Od grudnia 2019 do końca lutego 2020 reprezentował HK Tambow. W październiku 2020 został zawodnikiem ukraińskiej drużyny Kryżani Wowky Kijów. Od lipca do października 2021 grał w HK Ałmaty, a następnie w HK Aktobe. W styczniu 2022 przeszedł do Sokiłu Kijów.

## Sukcesy
Klubowe
- Brązowy medal MHL: 2010, 2011 z Tołparem Ufa
- Złoty medal Wyższej Hokejowej Ligi /  Puchar Bratina: 2012 z Torosem Nieftiekamsk
- Złoty medal mistrzostw Rosji / Mistrzostwo KHL: 2011 z Saławatem Jułajew Ufa
- Puchar Kontynentu: 2010 z Saławatem Jułajew Ufa
- Puchar Gagarina: 2011 z Saławatem Jułajew Ufa
- Srebrny medal mistrzostw Rosji: 2014 z Saławatem Jułajew Ufa

Indywidualne
- KHL (2010/2011): najlepszy pierwszoroczniak miesiąca – grudzień 2010